# Primul Război al Burilor
Primul Război al Burilor (în engleză First Boer War, în neerlandeză Eerste Boerenoorlog, în afrikaans Eerste Vryheidsoorlog sau Primul Război de Independență) a fost un conflict desfășurat între 20 decembrie 1880 și 23 martie 1881 între Imperiul Britanic și burii neerlandofoni din Republica Sud-Africană. S-a încheiat cu înfrângerea decisivă a britanicilor în Bătălia de la Majuba Hill.

## Situație premergătoare
Originile războiului au fost complexe, și provin din peste un secol de conflicte între Buri și Imperiul Britanic. În timpul Războaielor Napoleoniene, o expediție britanică a debarcat în Colonia Capului și a învins forțele olandeze în bătălia de la Blaauwberg. După războaie, britanici au cucerit oficial colonia, și au încurajat emigrația coloniștilor britanici, care au intrat în conflict cu cei olandezi. De-a lungul deceniilor ce au urmat, numeroși buri nemulțumiți de aspectele administrației britanice au ales să părăsească teritoriile administrate de britanici în ceea ce a devenit cunoscut sub numele de Marele Trek. Migrația a avut loc la început de-a lungul coastei estice către Natal și de acolo, după ce Natalul a fost anexat în 1843, spre nord înspre interior unde au înființat două republici independente (Republica Orange și Republica Sud-Africană — denumită și Transvaal). Britanicii au recunoscut cele două republici ale burilor în 1852 și 1854, dar anexarea Transvaalului în 1877 a dus la conflictul care a durat 3 luni.

## Fazele conflictului
Războiul a început pe 20 decembrie 1880 prin atacul burilor transvaalezi în Potchefstroom, după care guvernul Transvaalului a declarat independența față de Marea Britanie. Între 22 decembrie 1880 și 6 ianuarie 1881 toate garnizoanele britanice din întregul Transvaal s-au pomenit asediate. Burii erau îmbrăcați în haine rurale, care erau neutre pentru culorile peisajului african, în timp ce uniforma britanică era de un roșu aprins, care este absolut în contrast cu peisajul african. Acest lucru a permis burilor, țintași experimentați, să tragă în britanici, chiar și de la distanțe mari. Potrivit unor istorici, avantajul burilor a fost și o tactică militară specifică. Burii preferau șiretlicurile și viteza, în timp ce britanicii atenția și disciplina.

## Armistițiu
Nemai dorind să fie atras în război, guvernul britanic a lui William Gladstone a semnat armistițiul pe 6 martie 1881. În cele din urmă, pacea a fost stabilită pe 3 august 1881, când a fost semnată Convenția de la Pretoria. Potrivit acesteia Transvaal a primit o auto-guvernare proprie, dar a recunoscut în schimb suzeranitatea Marii Britanii. Însă imperiul a obținut dreptul de a desemna un reprezentant permanent în Pretoria, dreptul de trece trupele sale pe teritoriul acesteia, în caz de război, și-a păstrat controlul asupra politicii externe a republicii.